# Rosalia houlberti
Rosalia houlberti är en skalbaggsart som beskrevs av André Vuillet 1911. Rosalia houlberti ingår i släktet Rosalia och familjen långhorningar.
Artens utbredningsområde är Tibet. Inga underarter finns listade i Catalogue of Life.